# رهبر حزب کارگر نیوزیلند
رهبر حزب کارگر نیوزیلند (به انگلیسی: Leader of the New Zealand Labour Party)بلندپایه‌ترین سیاستمدار حزب کارگر نیوزیلند است. رهبر حزب کارگر همچنین به‌عنوان رهبر گروه پارلمانی و سخنگوی برجسته حزب انجام وظیفه می‌کند. پس از استعفای جاسیندا آردرن، رهبر فعلی کریس هیپکینز است.

## تاریخچه
در ۱۹۱۶ با تأسیس حزب کارگر پست رهبری حزب رسماً ایجاد شد، اگرچه عنوان «رهبر» اغلب جایگزین می‌شد و برای تکمیل سمت از عنوان «رئیس» استفاده می‌شد. در سال ۱۹۳۵، مایکل جوزف ساویج، پس از پیروزی چشمگیری به‌عنوان اولین نخست‌وزیر نیوزیلند انتخاب شد. در ۱۹۶۳ آرنولد نوردمایر اولین رهبر حزب کارگر بود که در نیوزیلند متولد شده بود. سه رهبر قبلی در استرالیا و به ترتیب در انگلیس و اسکاتلند متولد شده بودند. موفق‌ترین رهبر حزب کارگر تا به امروز هلن کلارک بوده است که در سه انتخابات در سال‌های ۱۹۹۹، ۲۰۰۲ و ۲۰۰۵ پیروز شد. پیتر فریزر با ۹ سال و ۲۶۱ روز خدمت بین سال‌های ۱۹۴۰ تا ۱۹۴۹، طولانی‌ترین نخست‌وزیر حزب کارگر بوده‌است.

## انتخاب
رهبر حزب باید نماینده مجلس باشد. در صورت خالی ماندن این پست، خواه به‌دلیل استعفا، از کارافتادگی یا به دنبال عدم رای اعتماد، رهبر جدیدی با رایزنی پارلمانی انتخاب می‌شود. هر یک از نامزدها، توسط نامزد بعدی و نفر دوم در مجمع انتخاباتی معرفی می‌شوند.